# Léo Bisiaux
Léo Bisiaux (Fontainebleau, 14 februari 2005) is een Frans veldrijder en wegwielrenner.

## Carrière
In zijn tweede seizoen als junior behoorde Bisiaux tot de wereldtop in het veldrijden. Hij werd zowel nationaal, Europees, als wereldkampioen in zijn categorie. Daarnaast won hij dat seizoen vier manches in de Coupe de France en twee manches en het eindklassement in de wereldbeker. Op de weg werd hij als eerstejaars junior onder meer achtste in de Ronde van Vlaanderen, tweede in de Alpenklassieker en derde in de wegwedstrijd op het Europese kampioenschap. Een jaar later won hij het eindklassement in de Internationale Juniorendriedaagse, waarmee hij Henrik Pedersen opvolgde op de erelijst.
In 2024 stroomde Bisiaux door vanuit de juniorenploeg naar de continentale opleidingsploeg van Decathlon AG2R La Mondiale. Begin juni werd hij, achter Brieuc Rolland en Aaron Dockx, derde in het eindklassement van de Vredeskoers. Twee weken later eindigde hij als zesde in de Ronde van Italië voor beloften. In de Ronde van de Toekomst eindigde hij op de vierde plek. In september werd bekend dat Bisiaux na slechts één seizoen in de opleidingsploeg in 2025 de overstap zou maken naar de hoofdmacht van Decathlon AG2R La Mondiale.

## Palmares

### Veldrijden

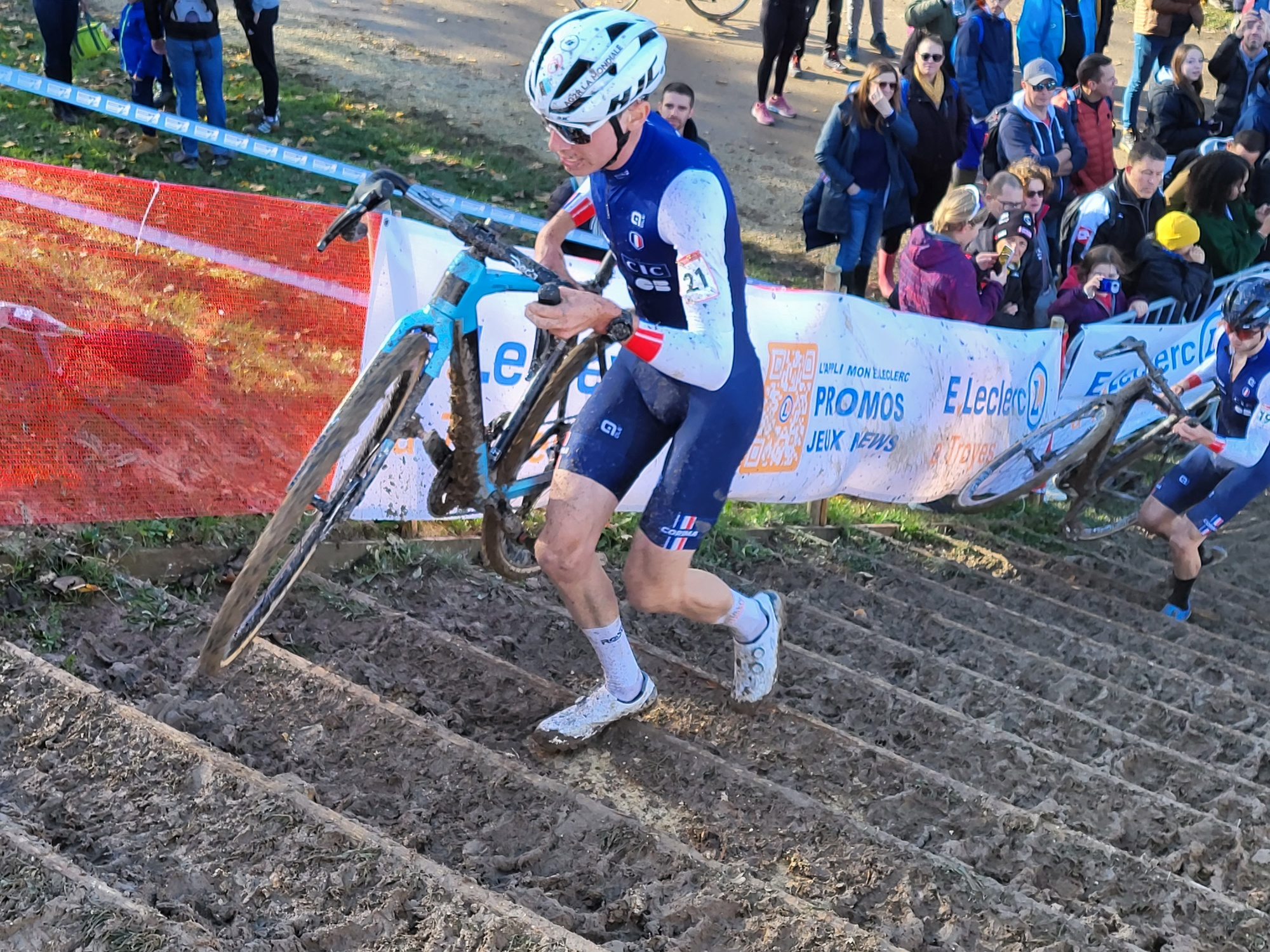
Bisiaux tijdens een veldrit in Troyes.

#### Resultatentabel elite
| Seizoen   |    | WK | EK | PK |    | Klassementen | Klassementen | Klassementen | Klassementen | Klassementen |       | UCI- ranking |  | Podia | Podia | Podia | Aantal crossen |
| Seizoen   | WB | WK | EK | PK | SP | Trofee       | TOI          | Swiss        | Goud         | Zilver       | Brons | UCI- ranking |  |       |       |       | Aantal crossen |
| --------- | -- | -- | -- | -- | -- | ------------ | ------------ | ------------ | ------------ | ------------ | ----- | ------------ |  | ----- | ----- | ----- | -------------- |
| 2024-2025 |    |    |    |    |    |              |              |              |              |              |       |              |  | -     | 1     | -     | 1              |
| Totaal    |    | –  | –  | -  |    | –            | –            | –            | –            | –            |       | –            |  | -     | 1     | -     | 1              |

#### Podiumplaatsen elite
| Legenda                       |
| ----------------------------- |
| Wereldkampioenschappen        |
| Continentale kampioenschappen |
| Nationale kampioenschappen    |
| Wereldbeker                   |
| Superprestige                 |
| Trofee                        |
| Overige veldritten            |

| Nr.           | Seizoen       | Datum            | Veldrit                                           | Cat.          | Wedstrijdserie            |               |
| Overwinningen | Overwinningen | Overwinningen    | Overwinningen                                     | Overwinningen | Overwinningen             | Overwinningen |
| 2e plaatsen   | 2e plaatsen   | 2e plaatsen      | 2e plaatsen                                       | 2e plaatsen   | 2e plaatsen               | 2e plaatsen   |
| ------------- | ------------- | ---------------- | ------------------------------------------------- | ------------- | ------------------------- | ------------- |
| 1.            | 2024-2025     | 14 decamber 2024 | Ciclocross Internacional Ciutat de Xàtiva, Xàtiva | C2            | Copa de España veldrijden | [ 5 ]         |
| 3e plaatsen   |               |                  |                                                   |               |                           |               |

#### Jeugd
| Seizoen   | Wereldbeker                     | Coupe de France                                  | WK       | EK       | FK       | Overige                                     | Aantal zeges |
| Junioren  | Junioren                        | Junioren                                         | Junioren | Junioren | Junioren | Junioren                                    | Junioren     |
| --------- | ------------------------------- | ------------------------------------------------ | -------- | -------- | -------- | ------------------------------------------- | ------------ |
| 2021-2022 |                                 |                                                  |          |          | Zilver   |                                             | 0            |
| 2022-2023 | Tábor, Zonhoven, Eindklassement | Camors (I), Camors (II), Troyes (I), Troyes (II) | ↑        | ↑        | Goud     | Lützelbach, Illnau, Mettmenstetten, Brumath | 13           |
| Beloften  |                                 |                                                  |          |          |          |                                             |              |
| 2023-2024 |                                 | Albi, Flamanville                                | 4e       | 10e      | Brons    |                                             | 2            |

### Wegwielrennen

#### Overwinningen
2022
Jongerenklassement Gipuzkoa Klasika
2023
4e etappe Internationale Juniorendriedaagse
Eindklassement Internationale Juniorendriedaagse
Eindklassement Ronde van de Lunigiana
3e etappe GP Rüebliland
Eind- en bergklassement GP Rüebliland
2025
3e etappe Ronde van Burgos

#### Resultaten in voornaamste wedstrijden op de weg
|      | \| Jaar \| Clásica San Sebastián \| \| ---- \| --------------------- \| \| 2025 \| 14e \| |
| Jaar | Clásica San Sebastián                                                                     |
| 2025 | 14e                                                                                       |

## Ploegen
- 2024 –  Decathlon AG2R La Mondiale Development Team
- 2025 –  Decathlon AG2R La Mondiale Team